# Comtat d'Armanyac

Escut dels comtes d'Armanyac fins a 1314: d'argent amb lleó de gules

El comtat d'Armanyac (en occità Armanhac, en francès Armagnac) fou una jurisdicció feudal d'Occitània, a la Gascunya, creada a finals del segle x. El nom del país es creu que ve d'un cap militar franc que va establir-se a la regió al segle v.
Segons la proposta de divisió administrativa d'Occitània del diari Jornalet, basada en l'obra de Frederic Zégierman Le Guide des pays de France, l'les terres de l'antic comtat d'Armanyac conformarien l'Armanyac, una sub-regió ubicada dins la regió de la Gascunya, que contindria 13 parçans (comarques occitanes):

## Història

### Els primers comtes d'Armanyac
La regió d'Armanyac formava part del ducat de Gascunya. A la mort del duc Garcia II el Corb cap al 926, el seu fill segon, Guillem, va rebre el territori de Fesenzac i el d'Armanyac amb títol de comte. Guillem va viure fins al 960 i en morir va repartir els seus dominis entre els dos fills: per al gran, Odó, el Fesenzac; per al segon, Bernat I, l'Armanyac, i per al tercer, Fredeló, el Gausa o Gause.
Bernat va morir abans de l'any 1000 i el seu fill Guerau I Trancalleó va assumir el poder fins a la seva mort el 1020. El fill d'aquest, Bernat II Tumapaler, fou comte d'Armanyac del 1020 al 1063, i el 1040, en extingir-se la nissaga dels ducs de Gascunya, va heretar aquest ducat fins al 1052. Deposat com a duc pel seu cosí germà Guiu-Jofré, comte de Bordeus i de Poitiers, va sostenir una lluita amb ell fins a la batalla de la Castella (1063), després de la qual va abdicar i va morir el 1090 amb més de 80 anys. El seu fill, Guerau II, inicialment va governar sol, però després juntament amb el seu germà Arnau Bernat (1072-1080) i més tard una altra vegada sol fins al 1095, any en què el va succeir el seu fill Bernat III (1095-1110).
Els següents regnants se succeïren de pare a fill: Guerau III (1110-1160) i Bernat IV (1160-1188). Aquest darrer va heretar el Fesenzac de la seva mare, Azalina o Adalmura, filla i hereva del vescomte Astanove II. Va abdicar el 1188 i va morir el 1193. El seu fill, Guerau IV Trancalleó el va succeir a l'Armanyac i al Fesenzac (1188-1215). Casat amb Mascarosa de La Barthe, només va tenir una filla, motiu pel qual va adoptar el net de la seva muller, Guerau V (1215-1219), que fou vescomte de Fesenzaguet per herència paterna biològica. El seu fill, Pere Gerard, el va succeir fins al 1241 (Fesenzaguet va passar al germà biològic Roger de Fesenzaguet) i a la seva mort solter, el seu germà Bernat V (1241-1245), mort casat però també sense fills.
Bernat V fou succeït per la seva germana Mascarosa I. Estava casada amb Arnau III Odó, vescomte de Lomanha, mort en 1256. Mascarosa va morir el 1249. Un any abans havia mort Roger I de Fesenzaguet, que va deixar un fill que el va succeir anomenat Guerau. El 1249 va morir Mascarosa I deixant només una filla, Mascarosa II, que va morir el 1256 sense fills del seu enllaç amb Esquivat de Chabanas, comte de Bigorra (1255-1283), però no van tenir fills (es va iniciar un conflicte successori a Bigorra) i l'herència va passar a Guerau, fill de Roger de Fesenzaguet, tant l'Armanyac (Guerau VI) con el Fesenzac. Va morir el 1285 i el va succeir el seu fill Bernat VI, que va morir el 1319.

### Comtes d'Armanyac i de Rodés

Armes dels comtes d'Armanyac i de Rodés des de 1314; quarterat, al primer i quart, d'argent, un lleó de gules, i al segon i tercer, de gules, un lleó lleopardat d'or

Bernat VI va deixar al seu germà Gastó (mort el 1326) el vescomtat de Fesenzaguet i al seu fill Joan I l'Armanyac i Fesenzac; aquest darrer, des del 1314 era comte de Rodés per herència de la seva mare Cecília. El 1362 fou derrotat en la batalla de Launac per Gastó Febus i va haver de pagar un fort rescat, però després els Armanyac es van recuperar. Fou pare de Mata d'Armanyac, casada amb l'infant Joan d'Aragó, duc de Girona i comte de Cervera. A la seva mort, el 1373, el va succeir el seu fill Joan II el Desigual, que a part d'Armanyac, Fesenzac i Rodés, va rebre els vescomtats de Lomanha i d'Auvillars, procedents de l'herència de la seva madrastra Regina de Gòtia (morta el 1325) i, a la mort de la seva mare Beatriu de Clermont (1364), el comtat de Charolais (o Charollais). Va morir el 1384 i el va succeir a Armanyac, Fesenzac, Lomanha i Auvillars el seu fill Joan II. Casat amb la comtessa Margarida de Comenge, fou comte consort, però no va tenir successió (Margarida va viure fins al 1443 i es va casar dues vegades més).
El fill de Joan II, Joan III d'Armanyac, que pretenia la Corona de Mallorca, va entrar en guerra amb la Corona d'Aragó durant la Guerra dels armanyaguesos, i per manca de descendència, a la seva mort a la batalla d'Alessandria contra la República de Florència el va succeir en tots els dominis el germà de Joan II, Bernat VII (1391), que fou a més a més comte de Pardiac i conestable de França.
El fill de Bernat VII, Joan IV, fou el següent comte (1418-1450), va rebre tots els dominis i va recollir una altra vegada la successió del vescomtat de Fesenzaguet. Va declarar-se vassall de Castella el 1425. El 1440 va esclatar la revolta de la Pragueria encapçalada pels grans senyors (inclòs el delfí, que després serà Lluís XI de França) contra el rei i Joan s'hi va afegir. Derrotats els rebels, el rei va ordenar al comte que eliminés del seu títol l'expressió "comte per la gràcia de Déu", però Joan s'hi va negar; el rei va encarregar al delfí, ara reconciliat amb el pare, la submissió per la força del comte d'Armanyac; assetjat i capturat amb part de la seva família al castell d'Illa Jordà, fou empresonat a Carcassona el 1443, però alliberat el 1446 a petició del rei de Castella, aliat de Joan, encara que ja no va poder recuperar la seva anterior grandesa. Va morir el 1450 deixant hereu el seu fill Joan V.
Joan V va tenir relacions incestuoses amb la seva germana, Isabel d'Armanyac, dona de gran bellesa, amb la qual vivia sol al castell de Lectoure, i amb ella va tenir dos fills. Excomunicat pel papa Nicolau V, es va sotmetre als desitjos de l'Església i del rei i es va declarar penedit, però la passió el va dominar, va fer córrer el rumor que havia rebut dispensa papal i es va casar amb Isabel i va tenir un altre fill. El papa el va excomunicar per segona vegada. Dos emissaris del rei no el van fer entrar en raó. Per altra banda, va impedir la presa de possessió com a bisbe d'Auch de Felip de Levis, intentant nomenar al seu lloc un bastard del seu pare. El rei va enviar, el 1455, dos exèrcits, l'un a Rodés, sota el comandament d'Antoni de Chabanas, i l'altre a Gascunya, dirigits per Joan II de Borbó, comte de Clermont, i el mariscal de Loheac. Roergue fou ocupada gairebé sense resistència i Lectoure només va resistir tres dies. Joan es va escapar a l'Aragó i va organitzar una guerrilla al Comtat d'Aura. Un temps després, en pujar al soli pontifici Calixt III, va anar a Roma a intentar demanar el perdó; però quan s'acostava a la ciutat dos funcionaris pontificis corruptes li van oferir una dispensa papal falsa per casar-se amb la seva germana i la va acceptar. Quan va veure que era falsa i va intentar parlar amb el papa ja era massa tard. Calixt III va morir i el seu successor, Pius II, va ordenar una investigació. Joan es va llançar als seus peus i va ser perdonat, però amb la condició de no veure mai més Isabel, de combatre un any els turcs i de donar una quantitat de diners per obres de caritat. Mentrestant, els seus dominis havien estat confiscats pel Parlament de París. Un temps després, Joan va passar a Aragó i va rebre l'ajuda del rei Joan II, que li va donar escortes i es va poder establir a Ainsa, capital de Sobrarb, prop de l'Aure. El juliol de 1461 va morir el rei Carles VII de França i el seu successor, Lluís XI, va perdonar Joan i li va retornar totes les seves possessions. El comte va donar les Quatre Valls (Aure, N'este, Barousse i Magnoac) a la seva germana Isabel en ple domini.

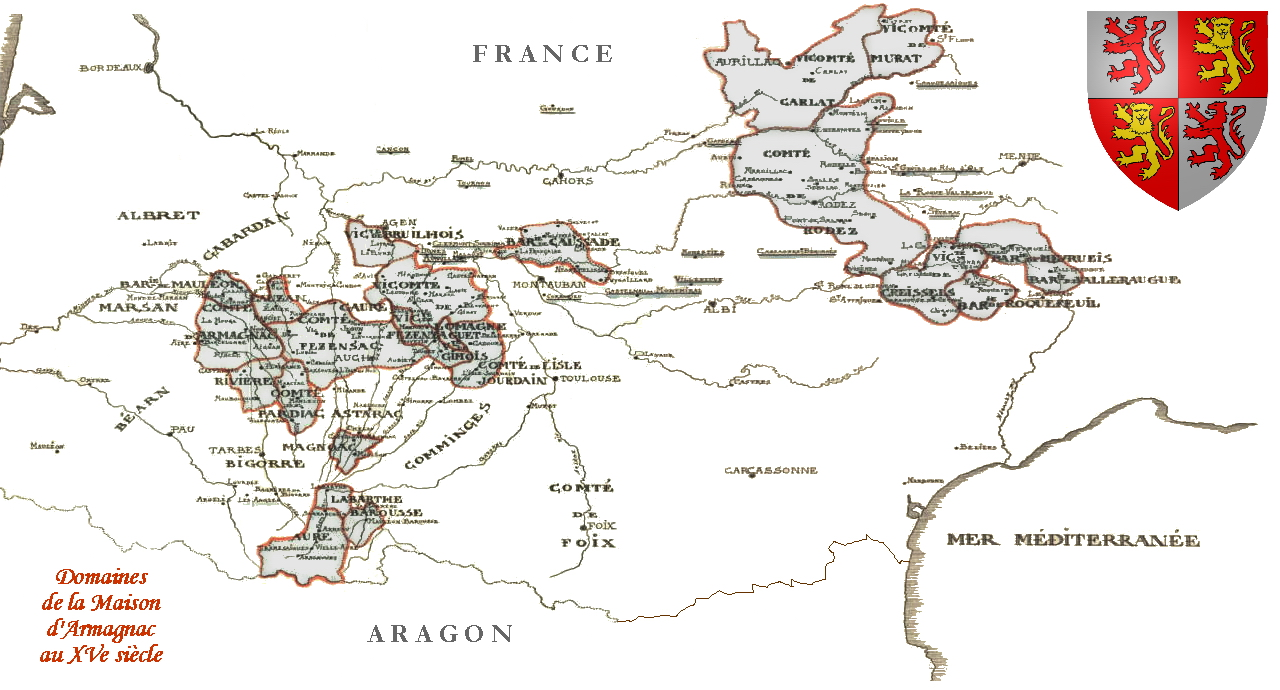
Dominis de la Casa d'Armanyac al segle XV

El 1465 el comte d'Armanyac dirigí la Lliga del Bé Públic i va marxar a París amb 6000 cavallers. Lluís XI fou obligat a signar els tractats de Saint-Maur i de Conflans, que li feien perdre poder. Joan va tornar triomfant a Armanyac i va tornar a intitular-se "comte per la gràcia de Déu". El 1469 es va casar amb Joana de Foix-Bearn. El 1470 el rei, havent signat una treva amb el duc de Borgonya, va decidir revenjar-se de Joan: el va acusar de contactes amb els anglesos (fellonia) i va ordenar-ne la detenció. Abandonat per la noblesa, va haver de fugir protegit per l'escorta d'aragonesos i navarresos. Els estats dels armanyac foren assolats. Joan es va establir una altra vegada a Ainsa i va comptar amb l'ajuda de la gent de l'Aure. El 1471 el rei va donar Guyena en feu al seu germà, el duc de Berri, però aquest aviat es va revoltar contra el rei i es va aliar a Joan, que va reconquerir la Guyena i l'Armanyac. El duc de Berri va morir el 1472, segurament emmetzinat, i Guyena va tornar a la corona. El mateix 1472 tres exèrcits reials es van acostar a Lectoure, però els assaltants van ser rebutjats. Llavors es van iniciar converses de pau, per les quals el comte deixava les seves fortaleses i rebia garanties per sortir i entrevistar-se amb el rei per solucionar-ho. Però tan aviat com va entregar les fortaleses els realistes van trencar l'acord. Joan va haver de fugir, però les tropes reials havien fet molt de mal al país i Joan va rebre l'ajut del poble i dels barons i va reprendre Lectoure. El rei va enviar un exèrcit més poderós el 1473 que va assetjar Lectoure i va assolar el país. Joan va capitular a Lectoure, però negociant unes condicions acceptables, que una vegada més els reialistes no van respectar, van massacrar els defensors i un cert Pere de Gorgias va matar el comte.

Armes de la Casa d'Albret, reis de Navarra

Armes de la Casa de Guisa, comtes d'Harcourt

El comtat fou declarat confiscat pel rei i donat al senyor de Beaujeu, però el Parlament de París, d'acord amb la decisió dels Estats Generals de Tours de 1484, va haver de reconèixer el títol i bona part dels béns al germà petit de Joan, el vescomte Carles de Fesenzaguet, malgrat que aquest havia estat declarat incapaç el 1481. Carles va morir sense descendència el 1497. A la mort del vescomte, el comtat, que havia estat posat sota segrest, fou donat a Alan I d'Albret el Gran. El 1522 va passar al seu fill, que fou el rei Enric II de Navarra, i després, el 1555, a la filla d'aquest, Joana d'Albret (Joana III de Navarra), que va morir el 1572 deixant l'herència al seu net Enric, que fou Enric III de Navarra i després Enric IV de França, que el 1589, en pujar al tron francès, el va incorporar a la corona.

### Incorporació de les Quatre Valls a la corona
Les Quatre valls van restar en poder d'Isabel, però fou emmetzinada pel cap de l'exèrcit reial Gastó de Lió i la seva muller, la vescomtessa de Lavedan, que volien usurpar la senyoria. Isabel va morir el 4 d'agost de 1476 després d'haver estat obligada a deixar la senyoria a Gastó i la seva muller a canvi d'una pensió que mai van pagar.
Les germanes d'Isabel, Maria i Elionor, casades amb els ducs d'Alençon i de Vendôme, van pledejar i al cap de molts anys els Lió van decidir vendre els drets d'usdefruit al rei, que els va comprar i el 1607 va incorporar les Quatre Valls a la corona.

### La Casa de Guisa
El 1645 el rei va tornar a concedir el comtat d'Armanyac a Enric de Lorena, comte d'Harcourt, que fou virrei de Catalunya durant la Guerra dels Segadors. A la seva mort, el 1666, el comtat passà al seu fill Lluís de Lorena, mort el 1718. Fou succeït pel seu fill Carles de Lorena, mort el 1751, i el comtat fou definitivament incorporat a la corona de França.

Feus de Gascunya vers 1150

El comtat d'Armagnac fou antic país i jurisdicció feudal de França dins en el ducat de Gascunya, que tenia per a capital la població de Lectoure.
El comtat data de 960, quan els fills de Guillem Garcès, comte de Fézensac, es repartiren les seves terres: el fill petit, Bernard el Guenyo, va rebre l'Armanyac. Els comtes d'Armagnac van fer homenatge, a la fi del segle xii als Comtes de Tolosa de Llenguadoc, i després directament als reis d'Angleterra. Després d'haver reunit el Fézensac a l'Armanyac pel matrimoni de Guerau o Gerald III d'armanyac i d'Anicel·la de Fézensac, la primera casa d'Armagnac s'extingí el 1215 amb Gueraru o Gerald IV. El seu cosí Gerald de Lomanha, vescomte de Fézensaguet, el va succeir i va fundar la segona casa d'Armagnac. Esquivat I, fill de Jordà de Chabanas i Alicia de Bigorra fou comte de part de Bigorra, vescomte de Coserans i senyor de Chabanas i per matrimoni amb Mascarosa II fou també comte d'Armanyac i Fézensac, i vescomte de Lomanha i Fézensaguet. A la seva mort el 1283, el vescomte de Bearn i comte de l'altra part de Bigorra va reclamar la successió de tot el comtat en nom de la seva filla Constança que (per dret de la seva mare) va ser proclamada comtessa. El rei, davant les reivindicacions de Laura, germana d'Esquivat, casada amb el vescomte de Turena, i de Constança de Montcada, va confiscar el comtat de Bigorra el 1307.
Aquesta nissaga va arribar al seu zenit de prosperitat al segle xiv, quan dominava també el comtats de Charolais, Comenge i Redès. El comtat va ser declarat confiscat i reunit a la Corona el 1481. Carles VIII de França el tornà al comte Carles I, del qual el va heretar el besnebot, Carles IV, duc d'Alençon, que es va casar amb Margarita d'Angulema, germana de Francesc I de França.
Aquest comte d'Armanyac va morir sense descendència i el seu heretatge passà el 1525 a Enric d'Albret, que es va casar amb la seva vídua. El rei Enric IV va reunir el comtat i Navarra a la corona el 1607. El 1645, Lluís XIV de França el va cedir a Enric de Lorena, comte d'Harcourt, del qual els descendents el van conservar fins a la Revolució.

## Llista de comtes
Per la seva genealogia vegeu Casa d'Armanyac

### Primera nissaga d'Armanyac
- Guillem Garcès de Fesenzac, comte de Fesenzac (amb Armanyac) 926 - 960
- Bernat I d'Armanyac el Guenyo, primer comte privatiu d'Armanyac 960-995 (fill)
- Guerau I Trancalleó 995 -1020 (fill)
- Bernat II Tumapaler 1020-1061 o 1063 (fill)
- Guerau II 1061 o 1063- entre 1095 i 1103 (fill)
  - Arnau Bernat II (associat 1072-1080)
- Bernat III entre 1095 i 1103-1110 (fill de Guerau II)
- Guerau III 1110-1160 (fill) adquireix Fesenzac per matrimoni
- Bernat IV 1160-1188 (comte de Fesenzac i Armaynac, fill)
- Guerau IV Trancalleó 1188-1215 (comte de Fesenzac i Armaynac, fill)

### Dinastia de Lomanha
- Guerau V 1215-1219 (fill de Bernat de Lomanha, vescomte de Fesenzaguet)
  - Bernat Arnau d'Armagnac 1217-1226, pretendent
- Pere Guerau 1219-1241 (fill de Guerau V)
- Bernat V 1241-1243 (germà)
- Mascarosa I (comtessa) 1243-1245 (filla de Guerau V)
- Arnau Odó II d'Armanyac (Arnau III Odó de Lomanha), 1243-1255 (consort 1243-1245, regent 1245-1255)
- Mascarosa II 1245-1256 (filla)
- Esquivat de Chabanès, senyor de Chabanès 1255-1256 (comte consort, comte de part de Bigorra +1283)
- Guerau VI 1256-1285 (nebot de Guerau V, fill de Roger de Lomanha vescomte de Fesenzaguet).
- Bernat VI 1285-1319 (fill) (adquireix per matrimoni el comtat de Rodès)
- Joan I d'Armanyac 1319-1373 comte d'Armanyac i Rodes (fill) (adquireix per matrimoni el comtat de Charollais (Charolès) i el 1365 el vescomtat de Lomanha)
- Joan II el Geperut 1373-1384 (fill)
- Joan III 1384-1391 (fill)
- Bernat VII 1391-1418 (germà) conestable de França
- Joan IV 1418-1450 (fill)
- Joan V 1450-1455 (fill)

- a la corona 1455-1461
- Joan V 1461-1470

- a la corona 1470-1471
- Joan V 1471-1472

- a la corona 1472
- Joan V 1472-1473

- al senyor de Beaujeu 1473
- Carles I 1473-1481 (germà) (vescomte de Fesenzaguet)

- segrestat pel rei 1481-1497
- a la corona 1491

### Casa d'Albret
- Alan I d'Albret 1491-1522
  - Carles II d'Armanyac, IV d'Alençon 1497-1525 1509-1525 (besnebot de Carles I; el seu avi Joan II d'Alençon s'havia casat amb Maria d'Armanyac, filla de Joab IV)[5]
- Enric I d'Armanyac, II de Navarra i III d'Albret 1522-1555
- Joana d'Albret 1555-1572 (III de Navarra)
- Enric II d'Armayac, III de Navarra i IV de Framça 1572-1589 (Enric III de Navarra esdevé Enric IV de França el 1589)

- a la corona 1589 (que compra també les Quatre Valls el 1607)

### Dinastia de Lorena-Guisa
- Enric comte d'Harcourt (Enric de Lorena-Guisa, el Jove) 1645-1666 (fill de Carles I d'Elbeuf)
- Lluís de Lorena-Guisa 1666-1718 (fill)
- Carles de Lorena-Guisa 1718-1751 (fill)